# Увильды (Кыштымский городской округ)
Увильды́ — посёлок в Кыштымском городском округе Челябинской области России. Расположен на берегу озера Увильды.

## География
Расположен на северо-восточном берегу одноимённого озера, в 15 км к югу от центра городского округа города Кыштыма. Рядом с Увильдами находится Козий залив, а также полуостров Вязовый.

## История
Основан в 1932 году. Изначально местные жители занимались рыбным промыслом на берегу озера Увильды. После войны, в 1949 году, рядом с посёлком был открыт дом отдыха «Остров Вязовый». В 1977 году открыт санаторий «Лесное Озеро» МВД СССР, а затем России. Последний масштабный ремонт санатория был произведён в 2014 году.
Сейчас посёлок живёт за счёт туризма.

## Герб посёлка
В апреле 2021 года, объединением «Союз посёлков» были созданы 3 варианта неофициального герба-эмблемы посёлка Увильды Кыштымского городского округа.
С 6 по 14 мая 2021 года было проведено голосование-опрос по гербу-эмблеме посёлка Увильды. Голосование проводилось во всех магазинах посёлка, а также в детском саду № 16. В голосовании приняли участие 87 человек (23,5 % жителей посёлка). 48 голосов (55 %) было отдано за вариант герба с двумя лебедями.
Описание герба: На фоне синего неба и двух зеленых гор — Сугомака и Егозы — изображены 2 белых лебедя, которые символизирует лебедей Гошу и Глашу. Также пара лебедей символизирует семейные традиции и преданность. Лебеди плавают на озере Увильды. Лист вяза обозначает остров Вязовый. Главной особенностью острова является то, что на нём растут вязы, для Урала крайне редкие деревья.

## Население
| 2002 | 2010 |
| ---- | ---- |
| 470  | ↘385 |

По данным Всероссийской переписи, в 2010 году в посёлке проживали 176 мужчин и 209 женщин.

## Достопримечательности
Озеро Увильды — уникальный памятник природы в окружении соснового бора у подножия Уральских гор.
Могила Плужник Клавдии Алексеевны — местной землячки, военной медсестры.

## Инфраструктура
Санаторий «Лесное Озеро». Недалеко от посёлка есть база отдыха «Бунчук». На территории посёлка развита автобусная сеть, состоящая из нескольких остановок. В посёлке несколько магазинов. На берегу посёлка расположено несколько пристаней для лодок.
- Вид на посёлок
- Озеро Увильды
- База отдыха «Бунчук»